# Unione delle Forze di Destra
L'Unione delle Forze di Destra (in russo Сою́з пра́вых сил?, Sojuz pravych sil, SPS) è stato un partito politico russo.

## Storia
SPS era un partito liberale di destra, filo-europeo. SPS era membro dell'Unione Democratica Internazionale, che raccoglie i partiti liberisti e/o conservatori.
SPS venne fondato nel 1999, ad opera di Anatolij Čubajs, Boris Nemcov e Egor Gajdar, dall'unione di alcuni piccoli partiti liberali, tra cui, Scelta Democratica di Russia e Russia Democratica. L'intento dei fondatori era quello di dar vita ad una forza politica che avvicinasse la Russia ai modelli liberali e democratici dell'Occidente.
Alle elezioni politiche dello stesso anno l'Unione ottenne l'8.6% dei voti e 32 seggi nella Duma, incrementando del 5% il risultato ottenuto dai partiti fondatori nel 1995. Alle politiche del 2003 SPS, ottenne il 4% dei voti. L'Unione, non avendo superato lo sbarramento del 5%, elesse solo 3 deputati nei seggi maggioritari. SPS accusò il Presidente Vladimir Putin di aver condizionato i risultati elettorali, soprattutto nelle zone rurali del Paese, a vantaggio del suo partito, Russia Unita. Alle politiche del 2007, SPS ottenne appena l'1% dei suffragi, giungendo molto lontano dalla soglia di sbarramento, elevata al 7%. 
Nel 2008, sotto la presidenza di Leonid Gozman,  il partito venne sciolto e confluì, insieme al Progetto Civico, liberali, ed al Partito Democratico di Russia, centristi populisti, in Impegno di Destra.

## Risultati elettorali
| Elezione          | Voti      | %    | Seggi    |
| ----------------- | --------- | ---- | -------- |
| Parlamentari 1999 | 5.676.982 | 8,52 | 29 / 450 |
| Parlamentari 2003 | 2.408.535 | 3,97 | 3 / 450  |
| Parlamentari 2007 | 669.444   | 0,96 | 4 / 450  |